# Pfarrkirche St. Florian (Wien)

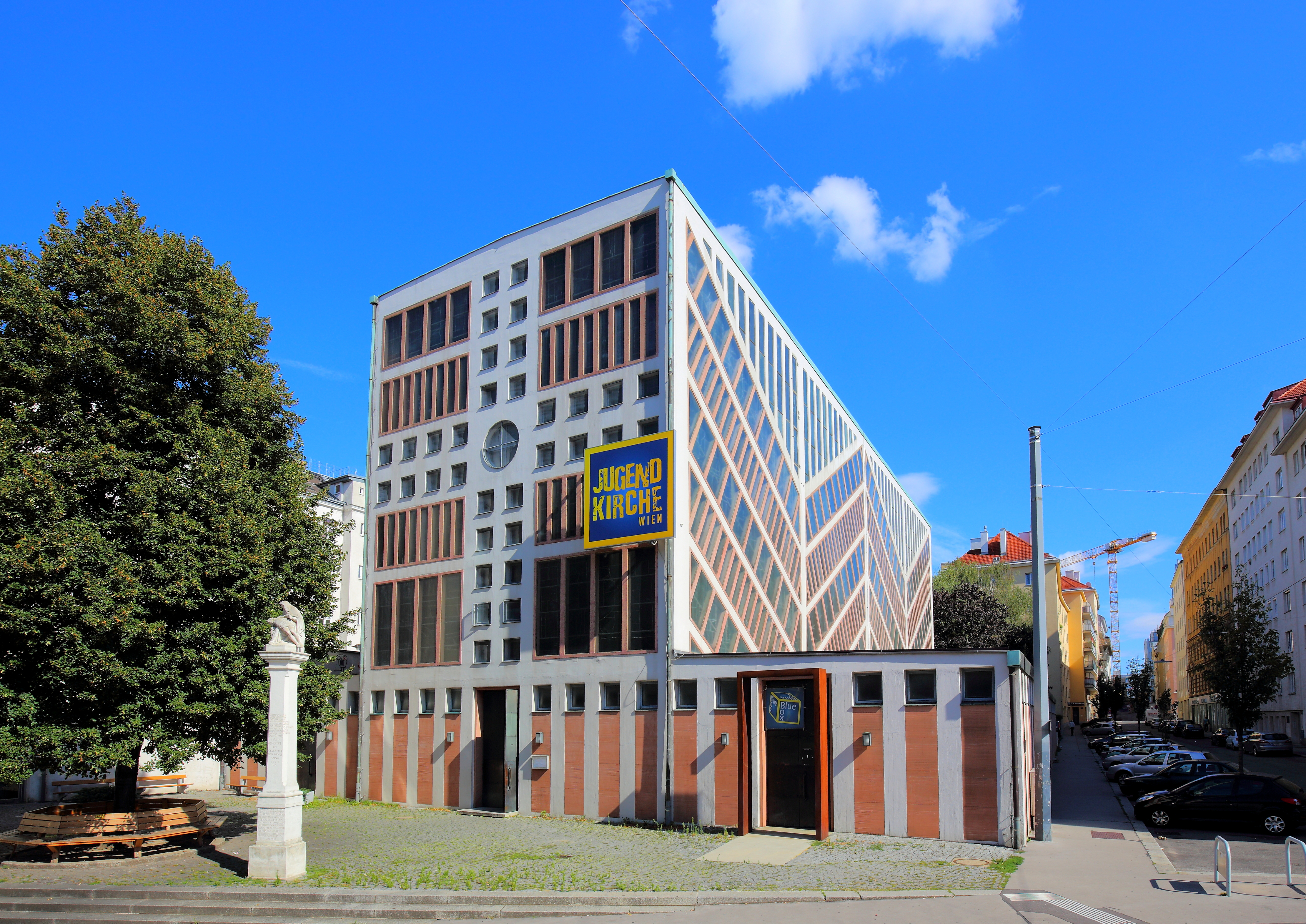
Pfarrkirche hl. Florian in Margareten

Die Pfarrkirche St. Florian ist eine römisch-katholische Pfarrkirche im 5. Wiener Gemeindebezirk Margareten im Bezirksteil Hungelbrunn an der Wiedner Hauptstraße 99.
Sie ist Heimat der Pfarrgemeinde St. Florian, einer von vier Pfarrgemeinden der Pfarre zur Frohen Botschaft. (Dekanat 4/5 des zur Erzdiözese Wien gehörenden Vikariates Wien Stadt). Sie ist dem heiligen Florian geweiht. Das Bauwerk steht unter Denkmalschutz (Listeneintrag). Zwischen 2005 und 2016 war die Kirche auch Heimat der Jugendkirche Wien, einem Mitte 2016 eingestellten Projekt der Katholischen Jugend der Erzdiözese Wien.

## Lagebeschreibung
Die Kirche steht etwas zurückgesetzt an der Wiedner Hauptstraße. Die rechte Langhausseite grenzt an die Laurenzgasse.

## Geschichte
Von 1961 bis 1963 wurde eine neue Kirche nach Plänen des bekannten deutschen Kirchenarchitekten Rudolf Schwarz als Stahlbeton-Skelettbau errichtet. Nach dem Tod des planenden Architekten wurde das Bauwerk von seiner Frau und Architektin Maria Schwarz und von seinem Mitarbeiter Johann Petermaier vollendet und am 20. Oktober 1963 durch Erzbischofkoadjutuor Franz Jachym dem heiligen Florian geweiht.
Von 2005 bis 2016 beherbergte die Kirche neben der Pfarre St. Florian auch die Jugendkirche Wien, ein Projekt der Katholischen Jugend der Erzdiözese Wien. Der Bau wurde für diesen Zweck im Jahr 2007/08 entsprechend angepasst (Heizung, Beleuchtung, Tonanlage, neuer Eingangsbereich zum rechten Seitenschiff).
Als Nachfolgerin der Alten Pfarrkirche Matzleinsdorf (im Volksmund: „Rauchfangkehrerkirche“) und in ihrer Funktion als Kirche des Hl. Florian als Schutzpatron der Feuerwehr findet in ihr seit den 1970er-Jahren jährlich die Florianimesse der Feuerwehrjugend des Bezirkes Mödling statt.

## Kirchenbau
Die Kirche hat einen hochrechteckigen Fassadenspiegel mit seitlichen niedrigeren Anbauten. Alle Fassadenflächen sind durch Fenster und Fensterfolgen gegliedert. Diese sind teilweise mit rotem Stein gerahmt. An der nordwestlichen Fassade sind die Fenster zu einem Kreuz gruppiert.
Das Gebäude hat ein hohes, gedecktes Mittelschiff. Die Wände sind komplett in farbige Glasfenstern aufgelöst. Die Glasfenster aus den 1960er Jahren sind ein Werk von Giselbert Hoke. Das Langschiff wird auf beiden Seiten von niedrigen, seitenschiffartigen Anbauten flankiert. Der Chorschluss ist flach. Im Eingangsjoch befindet sich eine Empore.

## Orgel

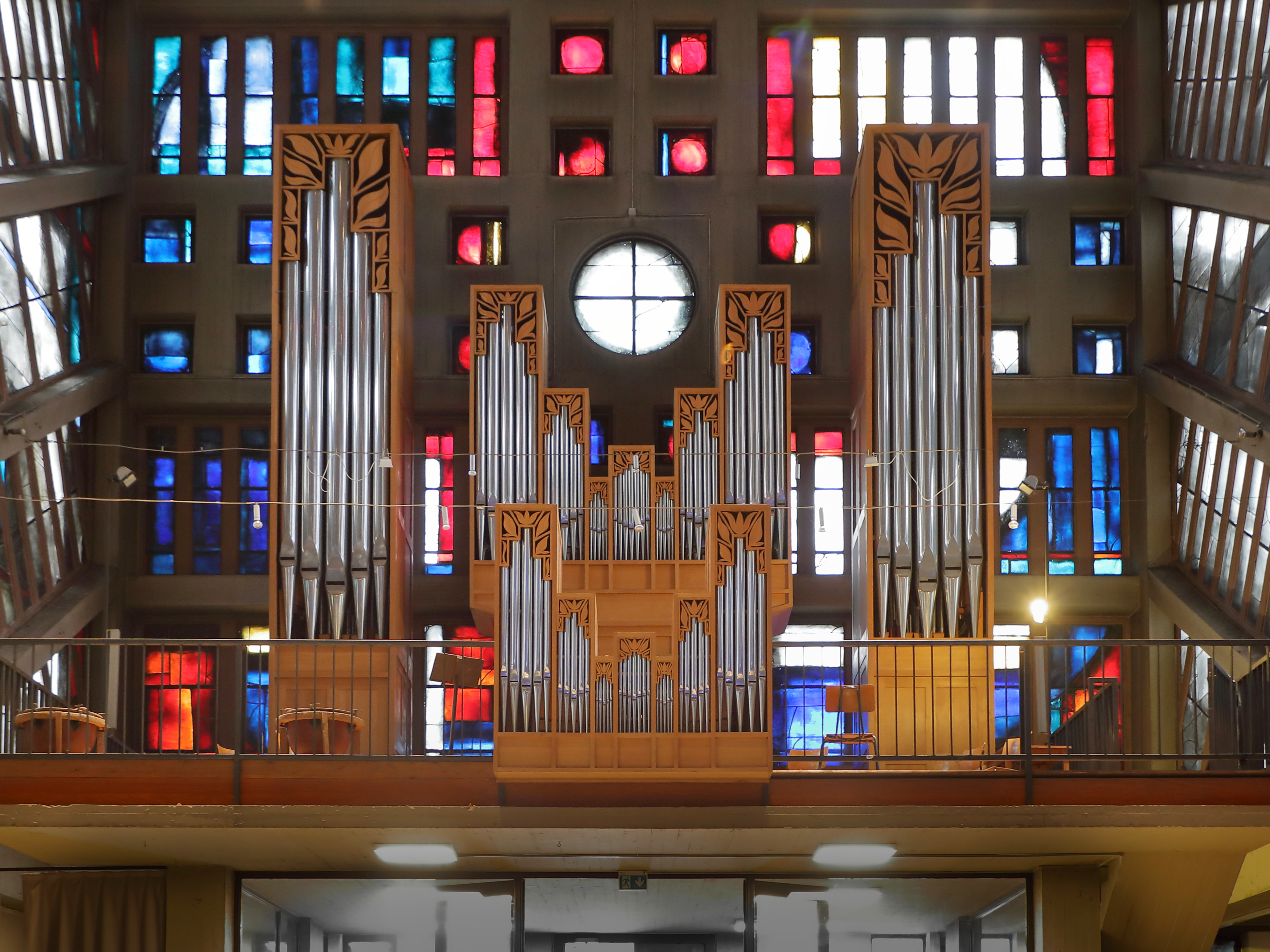
Orgel mit 28 Registern

Die Orgel aus dem Jahr 1985 wurde von Herbert Gollini erbaut.

## Pietà
Die noch häufig zu lesende Behauptung, bei der Pietà auf dem Kirchenvorplatz handle es sich um die alte, renovierte Mariensäule der Favoritner Räderkreuz-Richtstätte Reder an der straß ist widerlegt. Es gibt einige wesentliche, nicht durch eine Renovierung erklärbare Unterschiede in den Figuren der beiden Säulen, wie durch alte Fotografien des Räderkreuzes nachvollziehbar ist.